# Bicske
Bicske é uma cidade da Hungria, situada no condado de Fejér. Tem 77,08 km² de área e sua população em 2019 foi estimada em 11.969 habitantes.